# Geschiedenis van Oost-Timor
Dit artikel beschrijft de geschiedenis van Oost-Timor van de prehistorie tot het heden.

## Vroege geschiedenis
Geschat wordt dat de eerste mensen zich op Timor vestigden tussen 40.000 en 20.000 voor Chr. De eerste bevolking vestigde zich op Timor als deel van de migratiestroom die in die tijd plaatsvond in Oceanië of beter Australazië. De eerste bewoners waren Australiden. Later (rond 3.000 voor Chr.) vestigden zich Melanesiërs op Timor, weer later gevolgd door Austronesiërs. Deze laatste groep was afkomstig uit Taiwan. De eerste bewoners vluchtten de bergen in het binnenland in en een groot deel woont daar nog steeds. Deze eerste bewoners lijken op Aboriginals.
De Timorezen leefden vrij geïsoleerd. De bevolking bestond niet uit zeevaarders, maar uit op land gerichte mensen. Daardoor was er vrijwel geen contact met andere bewoners in de regio. Contact met mensen buiten het eiland was er via zeevarende naties zoals China en India, waarmee Timor handel dreef in metaal, rijst, textiel, specerijen, sandalhout, bijenwas en slaven.
In de 16e eeuw verschenen de eerste Europeanen. Deze eerste Europese bezoekers meldden dat het eiland bestond uit kleine koninkrijkjes (stammen) met hun eigen leiders.

## Kolonisatie
In het begin van de 16e eeuw arriveerden de Portugezen op Timor. Ze vestigden er handelsposten. Eind 16e eeuw volgden de Nederlanders. Beide landen waren vooral geïnteresseerd in de handel in specerijen. Portugese missionarissen stichtten in 1556 het dorp Lifau.
In de daarop volgende eeuwen zouden de Nederlanders de Indonesische Archipel gaan overheersen met uitzondering van de oostelijke helft van Timor, waar de Portugezen de macht grepen. In 1702 werd Oost-Timor een kolonie van Portugal onder de naam Portugees-Timor. De Portugezen introduceerden grootschaliger landbouw in Oost-Timor van onder ander maïs en koffie. Met behulp van Portugese musketten begonnen de Timorezen ook meer te jagen. De Portugezen introduceerden het katholicisme, het Latijns alfabet, de drukpers en het onderwijsstelsel. In de kerk en de handel werd Portugees de eerste taal.
De eerste Portugese gouverneur arriveerde in 1702: António Coelho Guerreiro. Lifau werd de hoofdstad. De Portugezen werkten nauw samen met plaatselijke leiders (stamhoofden) om de macht te behouden. In 1767 werd Dili de hoofdstad van Portugees-Timor. Met de Nederlanders, die de hele Indonesische Archipel wilden beheersen, werd in 1859 het Verdrag van Lissabon gesloten, waarbij Oost-Timor in Portugese handen bleef. Met dit verdrag werd ook de grens tussen Portugees- en Nederlands-Timor vastgesteld. De definitieve grens werd in 1914 formeel vastgesteld in Den Haag. Deze vormt vandaag de dag nog steeds de grens tussen Oost-Timor en het Indonesische West-Timor.
De Portugezen zagen Timor lange tijd louter als handelspost tot de eigen economie begin 20e eeuw instortte. Toen probeerden ze meer winst te halen uit hun koloniën en stuurden troepen naar Oost-Timor. Hierdoor groeide het verzet tegen de Portugese overheersing. Zo'n 3.000 rebellen vonden de dood in die periode.

## Tweede Wereldoorlog
Op 17 december 1941 werd Oost-Timor ingenomen door Nederlandse en Australische troepen om het gebied te beschermen tegen een inval van Japan in de Tweede Wereldoorlog. Portugal was neutraal tijdens de Tweede Wereldoorlog en weigerde samen te werken met de geallieerden. De Portugese dictator, António de Oliveira Salazar, protesteerde bij de geallieerde regeringen.
In februari 1942 vond er toch een Japanse invasie plaats, waarbij de Nederlanders en Australiërs kansloos waren. Timor werd door Japan bezet. Een paar honderd Australische en Nederlandse soldaten begonnen een guerrilla, daarbij geholpen door de Timorezen. Uiteindelijk vertrokken de soldaten en lieten Timor aan zijn lot over, waarna de Japanners wraak namen op de inheemse bevolking. Geschat wordt dat de bezetting door Japan zo'n 40.000 tot 60.000 Timorezen het leven heeft gekost. Na de oorlog lag de economie in puin en kampte Timor met hongersnood.

## Na de Tweede Wereldoorlog
Na de Tweede Wereldoorlog meldden de Portugezen zich weer. In 1948 werd West-Timor deel van het dan onafhankelijke Indonesië, maar Oost-Timor bleef in Portugese handen. Portugal probeerde de economie nieuw leven in te blazen, maar stuitte op steeds meer binnenlands verzet. Portugal droeg de zorg voor het onderwijs aan de katholieke Kerk over, om zich meer op de economie te richten. Hierdoor zou het katholicisme zich sterk verbreiden. Het onderwijsstelsel verbeterde ook nadat het in kerkelijke handen was overgegaan. Helaas profiteerden maar weinig inwoners van dit schoolstelsel; in de jaren zeventig telde Oost-Timor nog ruim 90% analfabeten. De kleine geschoolde elite zou later de onafhankelijkheidsstrijd tegen Indonesië leiden.

## Dekolonisatie
In 1974 vond in Portugal de Anjerrevolutie plaats. De Portugese dictatuur maakte plaats voor democratie. Het nieuwe regime koos voor dekolonisatie van de Portugese koloniën Mozambique, Angola, Guinee-Bissau, Kaapverdië, Sao Tomé en Principe en Oost-Timor. Vanaf april 1974 werden de eerste Timorese politieke partijen toegelaten. Er kwamen er drie naar voren. Eén partij wilde de volledige onafhankelijkheid, één wilde een protectoraat onder Portugal en de derde wilde aansluiting bij Indonesië. De Timorezen, niet gewend aan verkiezingen, streden om de stemmen en er volgde een korte burgeroorlog. De onafhankelijkheidspartij riep zichzelf in 1975 tot winnaar uit en de onafhankelijkheid volgde nog dat jaar op 28 november 1975.

## Indonesische overheersing

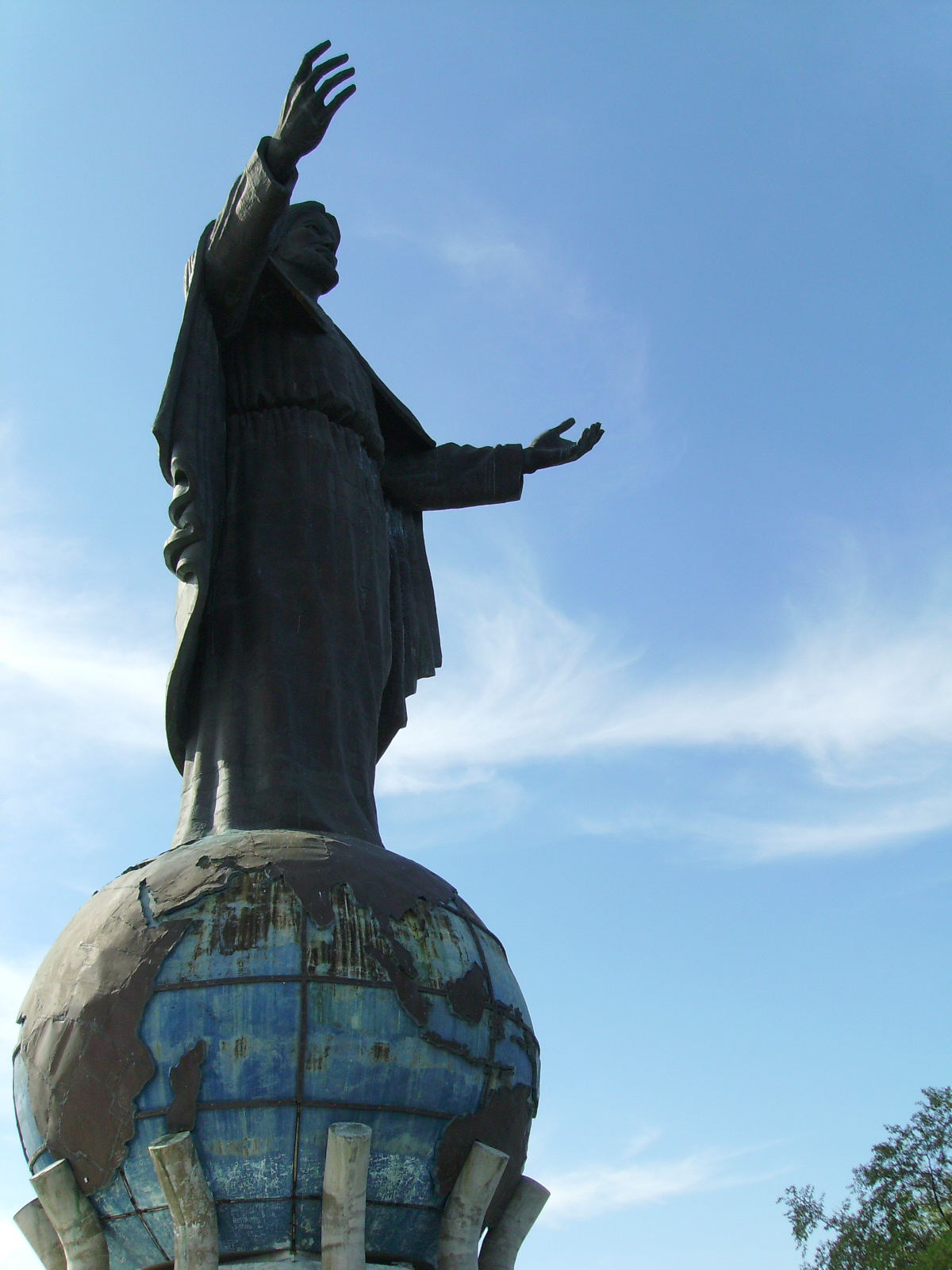
Standbeeld van Jezus in hoofdstad Dili

Iets meer dan een week na het uitroepen van onafhankelijkheid, op 7 december 1975, viel Indonesië Oost-Timor binnen. Er volgde een bloedige strijd die in 1976 beslecht werd in het voordeel van Indonesië. Het maakte Oost-Timor tot de 27e provincie van Indonesië en noemde het voortaan Timor Timur. De Verenigde Naties zouden deze annexatie nooit erkennen. Ondanks het verzet van de Verenigde Naties kreeg Indonesië bij de invasie en de bezetting van Oost-Timor de steun van de Verenigde Staten, Australië en het Verenigd Koninkrijk. 
De invasie van Oost-Timor door Indonesië op 7 december 1975 leidde een bloederige periode in van Indonesische bezetting die tot oktober 1999 voortduurde. Volgens schattingen van een parlementair onderzoeksrapport uit 2006 van de commissie CAVR kwamen er bij de invasie van 1975 en de 24 jaar lang durende Indonesische bezetting van Oost-Timor in totaal tussen de 102.800 en 183.000 Oost-Timoreze burgers om het leven. De Indonesische bezetting van Oost-Timor tussen 1975 en 1999 ging gepaard met militair geweld, massaverkrachtingen, verdwijningen, executies, martelingen en opzettelijk veroorzaakte hongersnood. 
Hoewel de Verenigde Naties aandacht vroegen voor de leefsituatie in Oost-Timor, drong dit niet door tot de internationale gemeenschap. Dat veranderde op 12 november 1991 met het Bloedbad van Santa Cruz. Bij een vreedzame demonstratie kwamen ongeveer 250 jongeren om toen Indonesische militairen zonder waarschuwing het vuur openden. De Indonesische overheid verklaarde aanvankelijk dat bij dit 'incident' 12 tot 19 studenten waren omgekomen. Nader onderzoek, onder andere door Amnesty International, toonde een veel hoger aantal jeugdige slachtoffers aan. Ook bleken in de dagen volgend op dit drama nog eens zeker 200 jongeren te zijn omgebracht in het ziekenhuis en op de politiebureaus, wat het totaal aantal doden op rond de 450 bracht. Filmbeelden van dit bloedbad, gemaakt door buitenlandse journalisten, gingen de hele wereld over.

## Onafhankelijkheid in 2002
In 1998 trad president Soeharto gedwongen af. Onder binnenlandse en buitenlandse druk stemde zijn opvolger, Habibie, in met het houden van een referendum, waarin Oost-Timor de keuze kreeg tussen óf meer zelfbestuur binnen Indonesië óf de volledige onafhankelijkheid.
Dit referendum vond plaats op 30 augustus 1999. Ondanks intimidaties door het Indonesische leger en de pro-Indonesische milities stemde 78,5% van de bevolking vóór onafhankelijkheid. Direct na het bekend worden van de uitslag, trokken leger en milities plunderend, moordend en brandstichtend door de straten. De VN evacueerden al hun personeel en lieten de bevolking aan hun lot over. Driekwart van de bevolking sloeg op de vlucht of werd gedwongen gedeporteerd naar het Indonesische West-Timor. Zeker 2.000 mensen werden gedood.
De opstandelingen vernietigden bijna de hele infrastructuur en staken steden in brand. Een methode die ook in het hedendaagse Oost-Timor nog vaak wordt toegepast door rivaliserende bendes.

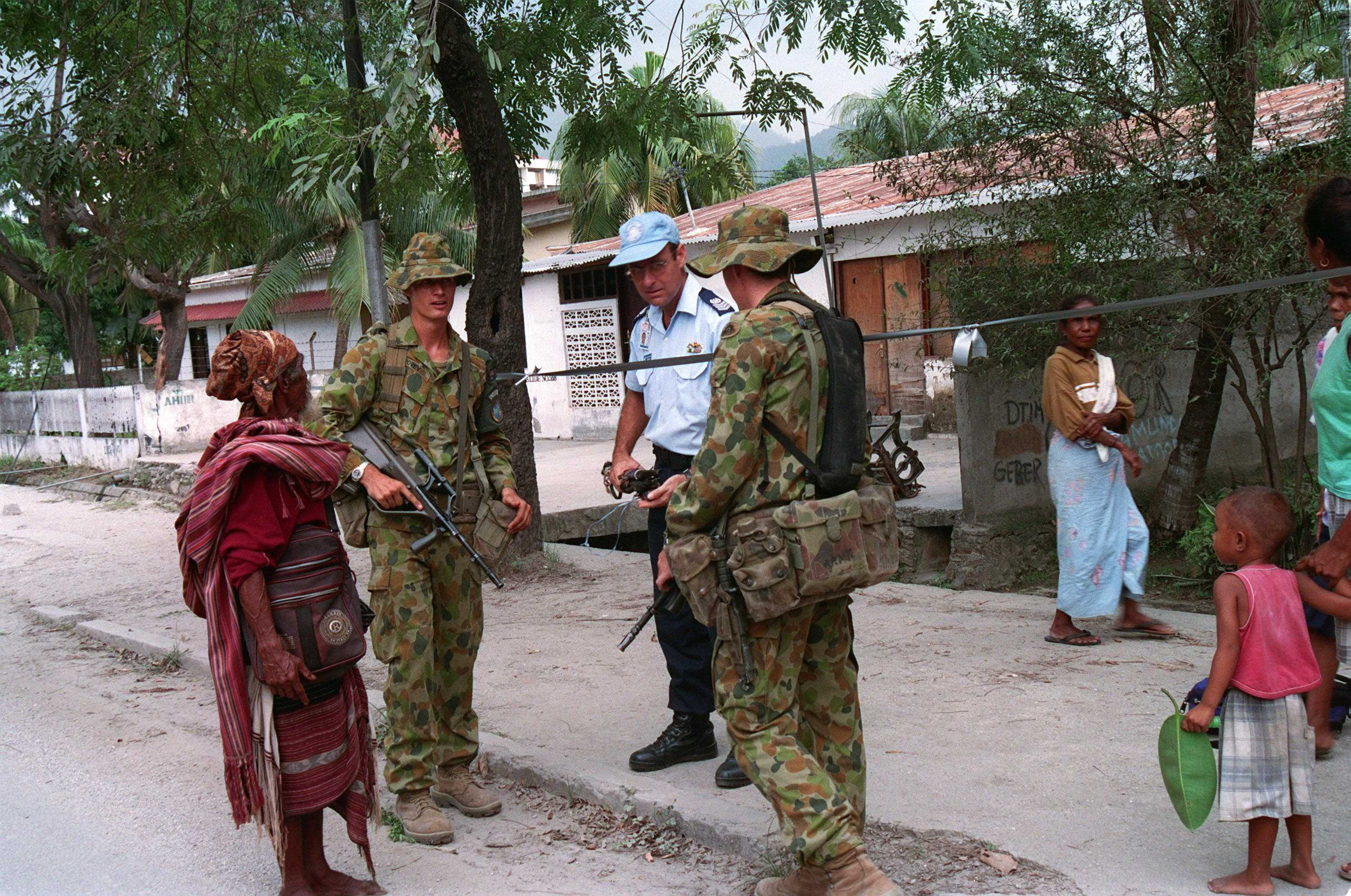
INTERFET in Oost-Timor in 2000

Op 20 september 1999 arriveerde de INTERFET (International Force for East Timor) onder leiding van Australië. Het Indonesische leger trok zich terug en vele milities hadden geen andere keus dan te vertrekken naar het Indonesische West-Timor. Op 25 oktober 1999 nam de Veiligheidsraad van de Verenigde Naties resolutie 1272 aan, waarin de verantwoordelijkheden van de UN Transitional Administration in East Timor (UNTAET) werden vastgesteld. Deze tijdelijke organisatie nam het bestuur over het gebied volledig over, inclusief de rechtspraak, waarmee het een van de meest vérstrekkende VN-missies aller tijden was. De internationale troepenmacht kondigde aan de misdadigers te vervolgen, maar hiervan kwam nauwelijks iets terecht.
In 2002 vertrok de internationale troepenmacht en werd Oost-Timor onafhankelijk. Timor-Leste, zoals Oost-Timor zichzelf noemt, werd internationaal erkend. De bezetting door Indonesië heeft aan ongeveer 200.000 tot 250.000 Timorezen (1/4 tot 1/3 van de bevolking) het leven gekost.
Xanana Gusmão werd gekozen tot eerste president van het land.

### De crisis van 2006
In april 2006 braken er rellen uit in Dili. Er bestond toen al geruime tijd onvrede bij leger en politie, omdat er sprake zou zijn van discriminatie. Nadat de helft van het leger ontslagen was, sloeg het leger aan het muiten. Deze muiterij sloeg over naar de politie. Tijdens de rellen werden 40 mensen gedood en sloegen 20.000 mensen op de vlucht richting West-Timor. In mei raakten proregeringstroepen slaags met de ontevreden muiters. Omdat leger en politie niet of nauwelijks functioneerden, konden ondertussen bendes hun gang gaan. Er werd geplunderd, brand gesticht en gemoord, bijna een herhaling van 1999. Minister-president Mari Alkatiri vroeg de internationale gemeenschap om hulp. Hierop stuurden Australië, Maleisië, Nieuw-Zeeland en Portugal troepen naar het eiland in de hoop de rust te herstellen. Op 26 juni 2006 trad de minister-president af. Hij werd opgevolgd door José Ramos-Horta (die in 1996 de Nobelprijs voor de Vrede won "Voor hun werk voor een rechtvaardige en vreedzame oplossing voor het conflict in Oost-Timor") op 8 juli 2006. Vlak daarna liet president Xanana Gusmão weten dat hij niet meer beschikbaar was voor een nieuwe termijn. In de aanloop naar de presidentsverkiezingen in april 2007 laaide het geweld weer op. Uiteindelijk won minister-president José Ramos-Horta de verkiezingen op 20 mei 2007. Gusmão, de voormalige president, werd benoemd tot minister-president op 8 augustus 2007. Kortom: Gusmão en José Ramos-Horta hadden van plaats gewisseld. Ramos-Horta raakte op 11 februari 2008 zwaargewond bij een aanslag op zijn leven. Deze aanslag werd gepleegd door Alfredo Reinado, een gevluchte soldaat die – naar later zou blijken – een coup had voorbereid. Reinado kwam om tijdens de aanslag. Ook op minister-president Gusmão werd een aanslag gepleegd, maar hij bleef ongedeerd. De Australische regering stuurde in 2008 meer troepen naar Oost-Timor. 
Het land werd geplaagd door bendes die terug te voeren zijn op de onafhankelijkheidsstrijd uit de jaren zeventig. Deze bendes bestrijden elkaar en passen wederzijds de tactiek van de verschroeide aarde toe. In de hoofdstad Dili zijn duizenden huizen in vlammen opgegaan, de inwoners wonen veelal in tenten. Er zijn nog steeds tienduizenden mensen op de vlucht voor bendegerelateerd geweld. 
Nieuw-Zeeland maakte in november 2012 bekend zijn troepen te zullen terugtrekken, omdat de situatie in het land inmiddels voldoende gestabiliseerd was. Op 31 december 2012 eindigde de vredesmissie van de Verenigde Naties.
De situatie op het eiland bleef sindsdien gespannen. De twee grote partijen, FRETILIN en CNRT, weigeren samen te werken. CNTR kon nog enkele keren een meerderheid vormen met twee kleine fracties, maar FRETILIN slaagde daarin niet, ook niet toen hun leider Francisco Guterres in 2017 tot president werd gekozen. Opnieuw volgden jaren van instabiliteit, en Guterres werd in april 2022 verslagen door oud-president José Ramos-Horta.